# Prisões na Coreia do Norte
As prisões norte-coreanas têm condições insalubres, com risco de vida e são comparáveis a campos de concentração históricos. Um número significativo de prisioneiros morreu a cada ano, por serem submetidos a tortura e tratamento desumano. Execuções públicas e secretas de prisioneiros, mesmo crianças, principalmente em casos de tentativa de fuga, são comuns. Infanticídios (e assassinatos de crianças no nascimento)  também ocorrem com frequência. A taxa de mortalidade é excepcionalmente alta, porque muitos prisioneiros morrem de fome, doenças, acidentes de trabalho ou tortura.
Durante o auge da fome norte-coreana, a resposta do governo foi estabelecer muitos campos de trabalho de baixo nível para aqueles que foram pegos cruzando a fronteira norte-coreana-chinesa ou foram repatriados da China. Essas instalações de treinamento de mão-de-obra também foram usadas em resposta à atividade do mercado negro que resultou em pessoas em busca de alimentos em todo o campo (Haggard & Noland, 2012).
O governo da Coreia do Norte nega todas as alegações de violações de direitos humanos em campos de prisioneiros, alegando que isso é proibido pela lei de processo penal, mas ex-prisioneiros testemunham que existem regras completamente diferentes nos campos de prisioneiros. O governo da RPDC não divulgou informações sobre prisioneiros ou campos de prisioneiros e não permitiu o acesso a nenhuma organização de direitos humanos. De acordo com um desertor norte-coreano, a Coreia do Norte considerou convidar uma delegação da Comissão de Direitos Humanos da ONU para visitar o campo de prisioneiros de Yodok em 1996.
De acordo com o testemunho do ex-guarda do campo Campo 22 Ahn Myong-chol, os guardas são treinados para tratar os detidos como subumanos. Ele deu um relato de crianças em um campo que estavam brigando por milho retirado do esterco de vaca.
Os campos de prisioneiros norte-coreanos são de dois tipos: grandes campos de internamento para presos políticos (Kwan-li-so em coreano) e campos de reeducação (Kyo-hwa-so em coreano).

## Campos de internamento para presos políticos
Os campos de internação para pessoas acusadas de crimes políticos ou denunciados como politicamente não confiáveis são administrados pelo Departamento de Segurança do Estado. Relatos de refugiados também indicam que qualquer atividade religiosa é considerada ilegal; os delinquentes são frequentemente presos e enviados para campos de prisioneiros políticos. Refugiados relataram prisões e desaparecimentos por possuírem bíblias (Comissão dos EUA sobre Liberdade Religiosa Internacional, 2008). Os presos políticos estavam historicamente sujeitos ao princípio da responsabilidade familiar, onde os familiares imediatos de um criminoso político condenado também eram considerados criminosos políticos e internados. No entanto, desde 1994 houve um quase abandono deste princípio de responsabilidade familiar.
Os campos de internamento estão localizados no centro e nordeste da Coreia do Norte. Eles compreendem muitas colônias de trabalho prisional em vales montanhosos completamente isolados do mundo exterior. O número total de prisioneiros é estimado em 150.000 a 200.000. O campo de Yodok e o campo de Pukchang são separados em duas seções: uma seção para prisioneiros políticos em detenção vitalícia, outra parte semelhante a campos de reeducação com prisioneiros condenados a penas de prisão de 5 a 20 anos.
Os prisioneiros são obrigados a realizar trabalho escravo árduo e perigoso com meios primitivos na mineração e na agricultura. As rações de comida são muito pequenas, de modo que os prisioneiros estão constantemente à beira da fome. Em combinação com o trabalho árduo, isso leva à morte de um grande número de prisioneiros. Estima-se que 40% dos prisioneiros morram de desnutrição.

### Campo
| Campo de Prisão Político             | Nome oficial     | Localização                           | Capacidade de prisioneiros | Comentários | Status atual                                                                        |
| Campo de Prisão Político de Onsong   | Kwan-li-so no 12 | Onsong, Hamgyong do Sul               | 15.000                     | Local de um motim de prisioneiros onde 5.000 prisioneiros se revoltaram e todos ou apenas um terço foram mortos | Fechado desde 1989                                                                  |
| Campo de Prisão Político de Kaechon  | Kwan-li-so no 14 | Kaechon, Pyongan do Sul               | 15.000                     | Testemunho de Shin Dong-hyuk                                                                                    | Atualmente aberto e possivelmente sendo expandido                                   |
| Campo de Prisão Político de Yodok    | Kwan-li-so no 15 | Condado de Yodok, Hamgyong de Sul     | 50.000                     | Testemunho de Kang Chol-hwan                                                                                    | Fechado desde 2014                                                                  |
| Campo de Prisão Político de Hwasong  | Kwan-li-so no 16 | Condado de Hwasong, Hamgyong de Norte | 20.000                     | | Atualmente aberto                                                                   |
| Campo de Prisão Político de Pukchang | Kwan-li-so no 18 | Condado de Pukchang, Pyongan do Sul   | 30.000                     | Testemunho de Kim Yong                                                                                          | Reabriu com um novo perímetro de segurança ou agora se fundiu com o acampamento 14. |
| Campo de Prisão Político de Hoeryong | Kwan-li-so no 22 | Hoeryong, Hamgyong do Norte           | 50.000                     | Testemunho de Ahn Myong-chol                                                                                    | Fechado desde 2012                                                                  |
| Campo de Prisão Político de Chongjin | Kwan-li-so no 25 | Chongjin, Hamgyong do Norte           | 5.000                      | Jin Gyeong-suk foi sequestrado da China e teria sido levado para o acampamento 25.                              | Atualmente aberto                                                                   |

### Relatos
O jornalista sul-coreano Kang Chol-hwan é um ex-prisioneiro do Campo de Prisão Político de Yodok e escreveu um livro, The Aquariums of Pyongyang, sobre seu tempo no campo. O ativista de direitos humanos sul-coreano Shin Dong-hyuk é a única pessoa conhecida por ter escapado do Campo de Prisão Político de Kaechon. Ele fez um relato de seu tempo no acampamento.

## Campos de reeducação
Os campos de reeducação para criminosos são administrados pelo Ministério da Previdência Social. Há uma passagem fluente entre crimes comuns e crimes políticos, pois as pessoas que ficam do lado ruim de membros influentes do partido são muitas vezes denunciadas com falsas acusações. Eles são então forçados a fazer confissões falsas com tortura brutal em centros de detenção (Lee Soon-ok, por exemplo, teve que se ajoelhar enquanto tomava banho de água gelada com outros prisioneiros, dos quais seis não sobreviveram ) e então são condenados em um breve julgamento-espetáculo a uma sentença de prisão de longo prazo.
Na Coreia do Norte, os crimes políticos são muito variados, desde a passagem de fronteiras até qualquer perturbação da ordem política, e são punidos com rigor. Devido às péssimas condições da prisão com fome e tortura, uma grande porcentagem de prisioneiros não sobrevive à pena.

### Campos
| Campo de reeducação             | Nome Oficial     | Localização                       | Capacidade de prisioneiros | Comentários | Status atual          |
| Campo de Reeducação de Kaechon  | Kyo-hwa-so no 1  | Kaechon, South Pyongan            | 6,000                      | Testemunho de Lee Soon-ok | Atualmente aberto     |
| Campo de Reeducação de Tongrim  | Kyo-hwa-so no 2  | Tongrim County,Pyongan do Norte   | Incerto                    | Foi listado no relatório NKDB de 2011 e em 2014 e 2016 nas listas da NKDB e KINU, mas seu status atual de operação é desconhecido.                              | Incerto               |
| Campo de Reeducação de Sinuiju  | Kyo-hwa-so no 3  | Sinuiju, Pyongan do Norte         | 2,500                      | Perto da fronteira com a China | Atualmente aberto     |
| Campo de Reeducação de Kangdong | Kyo-hwa-so no 4  | Kangdong, Pyongyang               | 7,000                      | A 30 km (19 mi) de Pyongyang | Atualmente aberto     |
| Campo de Reeducação de Sariwon  | Kyo-hwa-so no 6  | Sariwon,Hwanghae do Norte         | 4,000                      | Tradutores Ali Lameda e Jacques Sedillot foram presos nesse campo até a Anistia Internacional intervir a favor deles para serem libertados. [carece de fontes?] | Atualmente aberto     |
| Campo de Reeducação de Kanggye  | Kyo-hwa-so no 7  | Kanggye, Chagang                  | Incerto                    | | Atualmente aberto     |
| Campo de Reeducação de Ryongdam | Kyo-hwa-so no 8  | Condado de Chonnae, Kangwon       | 3,000                      | | Atualmente aberto     |
| Campo de Reeducação de Hamhung  | Kyo-hwa-so no 9  | Hamhung, Hamgyong do Sul          | 500                        | Antiga prisão colonial | Atualmente aberto     |
| Campo de Reeducação de Chungsan | Kyo-hwa-so no 11 | Chungsan County, Pyongan do Sul   | 3,300                      | Muitos fugitivos repatriados | Atualmente aberto     |
| Campo de Reeducação de Chongori | Kyo-hwa-so no 12 | Hoeryong, Hamgyong do Norte       | 2,000                      | Muitos fugitivos repatriados | Atualmente aberto     |
| Campo de Reeducação de Oro      | Kyo-hwa-so no 22 | Yonggwang County, Hamgyong do Sul | 6,000                      | Acredita-se que fechou em 2008 | Provavelmente fechado |
| Campo de Reeducação de Cheonma  | Kyo-hwa-so no 55 | Ch'ŏnma, Pyongan do Norte         | Unknown                    | Diz-se que estava cheio além da capacidade e a maioria dos prisioneiros foram enviados ao Campo no 77. Seu status atual é desconhecido.                         | Incerto               |
| Campo de Reeducação de Tanchon  | Kyo-hwa-so no 77 | Tanchon, Hamgyong do Sul          | 6,000                      | Acredita-se que fechou em 1997 | Provavelmente fechado |
| Campo de Reeducação deWonsan    | Kyo-hwa-so no 88 | Wonsan, Kangwŏn                   | Unknown                    | | Atualmente aberto     |
| Campo de Reeducação de Hoeryong | Kyo-hwa-so       | Hoeryong, Hamgyong do Norte       | 1,500                      | Esse campo pode ter fechado ou pode ter subsequentemente mudado de nome para Kyo-hwa-so No. 12.                                                                 | Incerto               |
| Campo de Reeducação de Sunghori | Kyo-hwa-so no 8  | Pyongyang, Hwanghae do Norte      | 2,000                      | O campo original de Sunghori fechou e mudou para seu local atual                                                                                                | Atualmente aberto     |

### Relatos
A ativista de direitos humanos sul-coreana Lee Soon-ok escreveu um livro (Olhos dos animais sem cauda: memórias da prisão de uma mulher norte-coreana) sobre seu tempo no campo e testemunhou perante o Senado dos EUA.

## Prisão "Resort"
Em dezembro de 2016, o South China Morning Post noticiou a existência de uma prisão secreta em Hyanghari, eufemisticamente conhecida como 'resort', onde membros da elite política do país são presos.